# Eisbergalm
Die Eisbergalm ist eine aufgelassene Alm auf dem Hochplateau der Reiter Alm auf dem Gebiet der Gemeinde Ramsau.

## Bauten
Die ehemaligen Almhütten der Eisbergalm sind heute nicht mehr vorhanden. Nördlich des Almgebietes befindet sich heute eine Diensthütte der Nationalparkverwaltung.

## Heutige Nutzung
Die Eisbergalm ist aufgelassen. Die Weideflächen der Reiter Alm werden heute jedoch noch als eine, große Einheit bestoßen.

## Lage
Die Eisbergalm liegt am Eingeschossenen Steig nördlich oberhalb des Hintersees, eingerahmt von Eisberg, Zirbeneck und Edelweißlahnerkopf.